# Бушуєво (Шегарський район)
Бушу́єво (рос. Бушуево) — присілок у складі Шегарського району Томської області, Росія. Входить до складу Трубачовського сільського поселення.
Стара назва — хутір Бушуєва.

## Населення
Населення — 112 осіб (2010; 179 у 2002).
Національний склад (станом на 2002 рік):
- росіяни — 87 %